# Санислоп (Калифорнија)
Санислоп (енгл. Sunnyslope) насељено је место без административног статуса у америчкој савезној држави Калифорнија.

## Демографија
По попису из 2010. године број становника је 5.153, што је 716 (16,1%) становника више него 2000. године.
| Група             | 2000.         | 2010.         |
| Белци             | 1.718 (38,7%) | 1.285 (24,9%) |
| Афроамериканци    | 172 (3,9%)    | 96 (1,9%)     |
| Азијати           | 101 (2,3%)    | 76 (1,5%)     |
| Хиспаноамериканци | 2.356 (53,1%) | 3.630 (70,4%) |
| Укупно            | 4.437         | 5.153         |